# VSV Unihockey
Der VSV Unihockey ist der Nachfolgeverein des 1998 gegründeten Unihockeyvereins Carinthian Flyers Villach. Der Verein ist einer der erfolgreichsten Floorballvereine in der österreichischen Herren-Bundesliga und im männlichen Nachwuchs und hat die Vereinsfarben blau/weiß. Die letzte Meisterschaft gewannen die Villacher in der Saison 2020/21.

## Kader 2024/25
| Pos. | Nr. | Name               | Nat.       |
| ---- | --- | ------------------ | ---------- |
| G    | 35  | Paul Klatzer       | Österreich |
| G    | 77  | Thomas Zeichen     | Österreich |
| G    | 87  | Timmo Taurer       | Österreich |
| F    | 6   | Timo Schmid        | Österreich |
| F    | 13  | Jan Sláma          | Tschechien |
| F    | 14  | Michael Klemm      | Österreich |
| F    | 19  | Philipp Seiser (C) | Österreich |
| F    | 25  | Jan Blažič         | Slowenien  |
| F    | 29  | Anže Brajič        | Slowenien  |
| F    | 30  | Christoph Steiner  | Österreich |
| F    | 33  | Alexander Bogataj  | Slowenien  |
| F    | 37  | Tristan Bogataj    | Slowenien  |
| F    | 44  | Luca Widnig        | Österreich |
| F    | 45  | Niklas Kronig      | Österreich |
| F    | 46  | Elias Kronig       | Österreich |
| F    | 59  | Nino Forelli       | Österreich |
| F    | 60  | Thomas Unterweger  | Österreich |
| F    | 66  | Jakob Rainer       | Österreich |
| F    | 71  | Leon Widnig        | Österreich |
| F    | 72  | Kilian Kronig      | Österreich |
| F    | 76  | Florian Achernig   | Österreich |
| F    | 92  | Ingolf Natmessnig  | Österreich |

G = Goalie, F = Feldspieler

## Erfolge

### Herren-Bundesliga (Großfeld)
- Österreichischer Meister Herren Großfeld: 2001 (als Carinthian Flyers Villach), 2007, 2009, 2010, 2012, 2013, 2014, 2015, 2017, 2020 und 2021
- Cupsieger Herren Großfeld: 2007
- Supercupsieger Herren Großfeld: 2020, 2021

### Jugend
- Österreichischer Meister mU19: 2007, 2008, 2009, 2010, 2011, 2013
- Österreichischer Meister mU17: 2008, 2009, 2010, 2011, 2012, 2013
- Österreichischer Meister mU15: 2009, 2010, 2011
- Österreichischer Meister mU13: 2013
- Österreichischer Meister mU11: 2013